# Euselasia joiceyi
Euselasia joiceyi är en fjärilsart som beskrevs av Percy I. Lathy 1924. Euselasia joiceyi ingår i släktet Euselasia och familjen Riodinidae. Inga underarter finns listade i Catalogue of Life.